# Waaxens (Noardeast-Fryslân)
Waaxens (Fries: Waaksens, [’va:ksəⁿs]) is een dorp met 40 inwoners (2021) in de gemeente Noardeast-Fryslân, in de Nederlandse provincie Friesland. Waaxens ligt ten noordwesten van Dokkum, tussen Brantgum en Holwerd, aan weerskanten van de N356. Waaxens werkt op veel fronten samen met de dorpen Brantgum en Foudgum.

## Geschiedenis
Waaxens is ontstaan op een terp. De bijna vijf en halve meter hoge terp werd enkele eeuwen voor de christelijke jaartelling op een kwelderwal opgeworpen. Door de eeuwen heen is Waaxens een klein dorp gebleven. Het dorp werd in 1768 vermeld als de kleinste dorpen van de grietenij Westdongeradeel.
In 825-842 werd Waaxens vermeld als Wacheringe (te lezen als Wachesinge) en in 944 als Wasginge. In de 13e eeuw werd Waaxens vermeld als Waxinge, in 1453 als Waaxens, in 1491 als Waexens, in 1505 als Waxens en in 1664 als Waexens. De plaatsnaam is van oorsprong een patroniem met de betekenis 'de lieden van Wachsa', waarbij Wachsa een persoonsnaam is.
Tot de gemeentelijke herindeling in 1984 maakte Waaxens deel uit van gemeente Westdongeradeel. Daarna van Dongeradeel, waarna deze in 2019 opging in Noardeast-Fryslân.

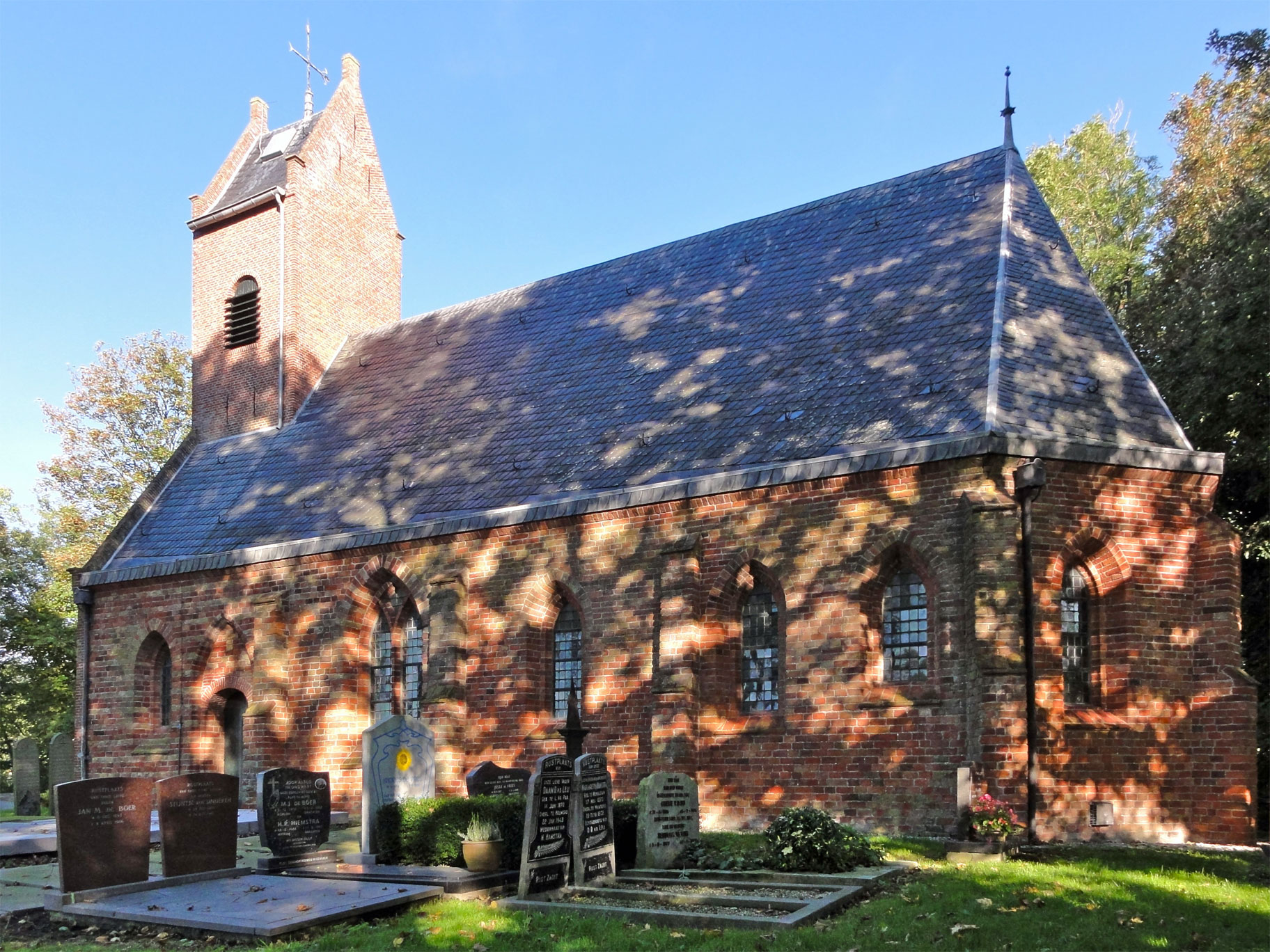
De Sint-Thomaskerk van Waaxens anno 2010

## Kerk
De Sint-Thomaskerk van Waaxens dateert uit de 12e eeuw en heeft in de 15e eeuw zijn huidige gotische uiterlijk gekregen. Het onderste gedeelte van de zadeldaktoren werd in dezelfde periode ingebouwd. Voor die tijd was de toren onderdeel van een gereduceerd westwerk. De kerk staat op de terp.

## State

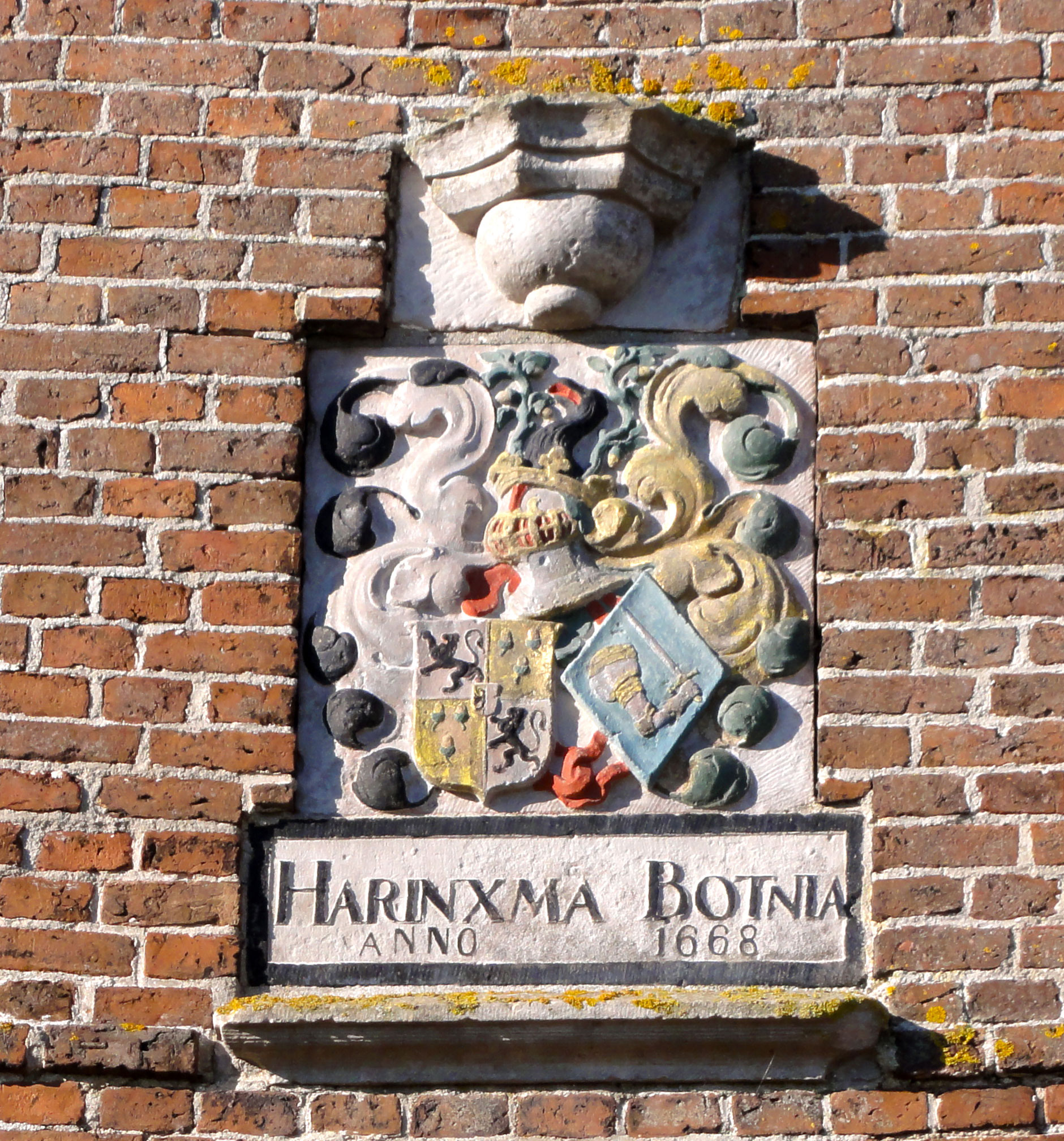
Wapensteen in het poortgebouw van de voormalige Sjucksmastate

Van de Sjucksmastate is het poortgebouw bewaard gebleven. De poort werd gebouwd in 1616. In de voorgevel bevindt zich een steen gedateerd 1668 met de familiewapens van Van Harinxma en Van Bothnia, ter herinnering aan de vroegere bewoners Ernst van Harinxma (ca. 1562-1631) en Tietke van Botnia (1585-1610).

## Cultuur
Waaxens en in minder mate ook Foudgum maken gebruik van het dorpshuis De Terpring in het naburige dorp Brantgum. In Brantgum wordt jaarlijks een openluchtspel georganiseerd, waarin ook Waaxens is betrokken.

## Bevolkingsontwikkeling
| 1999 | 2002 | 2003 | 2004 | 2018 | 2019 | 2020 | 2021 | 2023 |
| ---- | ---- | ---- | ---- | ---- | ---- | ---- | ---- | ---- |
| 39   | 40   | 40   | 35   | 35   | 40   | 45   | 40   | 40   |

## Openbaar vervoer
Waaxens wordt bediend door vervoersmaatschappij Qbuzz:
- Lijn 56: Dokkum - Bornwird - Foudgum - Brantgum - Waaxens - Holwerd[4]